# Egil Pettersen
Egil Pettersen, född 4 mars 1922 i Bergen, död där 27 november 2010, var en norsk språkvetare.
Pettersen blev filologie kandidat 1950. Han verkade som gästprofessor i norska vid University of Chicago 1962–1964 och som professor i nordisk språkvetenskap vid Universitetet i Bergen 1971–1989. Han publicerade bland annat Norskhet i språket hos Dorothe Engelbretsdatter (1957), Språkbrytning i Vest-Norge 1450–1550 (1975), Bergensordboken (1991) och Språknormering og forfatterne (1993).
Åren 1972–1991 var Pettersen medlem av Norsk språkråd.